# Zodarion abantense
Zodarion abantense es una especie de araña encontrada en Turquía, Georgia y Rusia.